# Muhammad al Orabi
Muhammad al Orabi (arabisch محمد العرابي, DMG Muḥammad al-ʿUrābī; * 26. Januar 1951) ist ein ägyptischer Diplomat und Politiker. Er war während der Revolution in Ägypten 2011 20 Tage lang Außenminister im Kabinett von Essam Scharaf. Orabi war außerdem von 2003 bis 2009 Botschafter in Deutschland.

## Außenminister
Orabi war der Nachfolger von Nabil Elaraby, der zum Generalsekretär der Arabischen Liga gewählt wurde. Seine Ernennung wurde kritisiert, da er als Vertrauter von Gamal Mubarak gilt. Nach nur 20 Tagen trat er am 16. Juli 2011 mit der Begründung zurück, er wolle Premierminister Scharaf nicht länger in Verlegenheit bringen. Zwei Tage danach, am 18. Juli, erfolgte eine große Kabinettsumbildung, bei der 14 neue Minister ernannt wurden.